# Miniopterus fuliginosus
Miniopterus fuliginosus é uma espécie de morcego da família Miniopteridae. Pode ser encontrada do Cáucaso ao sul e sudeste da Ásia, China e península da Coreia. Também é encontrada nas Filipinas, Sumatra, Java, Bali e Bornéu. No Japão, é registrada em Honshu, Shikoku, Kyushu, Tsushima e Sado.
Era considerada uma subespécie de Miniopterus schreibersii , mas estudos demonstraram que se tratava de uma espécie distinta.